# Cretan Airlines
Cretan Airlines (im Außenauftritt cretan airlines) war eine griechische Fluggesellschaft mit Sitz in Iraklio.

## Geschichte
Die Gründung erfolgte 1991 durch private Investoren mit der Intention, den lokalen Tourismus auf der Insel Kreta zu fördern. Der Flugbetrieb wurde am 2. April 1993 mit IT-Charterflügen aufgenommen. Hierfür wurde eine Flotte von zwei Airbus A320 verwendet. Während Cretan Airlines aufgrund des hohen Passagieraufkommens in den Sommermonaten zusätzliche Flugzeuge anmieten musste, gelang es auf Dauer nicht, die Maschinen über die Wintermonate auszulasten.
Der Plan, ab 1995 Inlandsflüge zwischen den griechischen Inseln mit einer extra dafür bestellten Dornier 328-100 durchzuführen, konnte nicht mehr realisiert werden, da die Gesellschaft im Juni 1995 Insolvenz anmeldete und die beiden Airbus A320 an die Leasinggeber retournierte.

## Flugziele
Cretan Airlines führte hauptsächlich Charterflüge von deutschen Flughäfen zu griechischen Zielen durch. Außerdem hatte man eine Linienverbindung zwischen dem Flughafen Athen und dem Flughafen Thessaloniki etabliert.

## Flotte
Im März 1995 bestand die Flotte der Cretan Airlines aus zwei Airbus A320.